# テレ・サンタナ
テレ・サンターナ・ダ・シウヴァ（Telê Santana da Silva, 1931年7月26日 - 2006年4月21日）は、ブラジル・ミナスジェライス州イタビリート出身の元サッカー選手、元サッカー指導者。現役時代のポジションはフォワード（右ウイング）。

## 経歴

### プロデビュー前
父親はアメリカFCなどでプレーし、ミナスジェライス州選抜にも選ばれた経験のある元サッカー選手である。その後は鋳造の仕事の傍ら、サン・ジョアン・デル・ヘイのスポーツ社交クラブの音楽団の指揮者も務めていた。1931年、テレ・サンターナはミナスジェライス州のイタビリートという小さな街に生まれた。10人兄弟姉妹の3番目の子どもとして生まれ、彼だけがプロサッカー選手の道に進んだ。1歳の時に叔母の家に預けられ、17～18歳頃まで叔母の手によって育てられたが、サッカーを続けていられるように応援してくれた叔母が1948年に亡くなったために、サン・ジョアン・デル・ヘイに引っ越していた両親の家に戻った。そこで父親が設立したサッカークラブに加入し、2人の兄と1人の弟とともにプレーした。1949年にはCRヴァスコ・ダ・ガマの練習に参加したが、プロ選手との差を痛感してサン・ジョアン・デル・ヘイに戻った。その後参加したフルミネンセFCの練習試合ではセンターフォワードとして出場して5得点と活躍し、フルミネンセとアマチュア契約を果たした。

### 選手時代

#### フルミネンセFC時代
少年時代はミッドフィールダーとしてプレーしていたが、1951年にフルミネンセFCのトップチームに昇格すると、ゼゼ・モレイラ監督が彼を右ウイングにコンバートし、その後はブラジル代表のマウリーニョが在籍した期間を除いて常に右ウイングとしてプレーした。同年に初開催されたリオデジャネイロ州選手権決勝では2得点を決めて優勝し、州選手権に加えてトルネイロ・リオ＝サンパウロでも優勝した。1952年にはリオデジャネイロ州選抜に選ばれ、故郷のミナスジェライス州選抜相手に2得点を決めている。この時期のブラジル代表右ウイングのポジションにはガリンシャなどがおり、彼らの高い壁に阻まれて代表レギュラーの座は奪えなかった。1952年にリオデジャネイロ・カップで優勝してからはタイトルに恵まれない期間が続いたが、1957年に再びトルネイロ・リオ＝サンパウロで優勝し、1959年にはリオデジャネイロ州選手権で自身2度目の優勝を果たした。当時は試合中の選手交代は認められていなかったため、ディフェンス陣に負傷者が出た場合は彼がディフェンスのポジションに移って試合を続行することもしばしばあった。

#### 選手生活の晩年
1960年にはサンパウロ州カンピーナスに本拠を置くグアラニFCに移籍し、2年間在籍した。その後クラブの会長が友人だったマドゥレイラECで1年間プレーし、1963年には恩師ゼゼ・モレイラに誘われてCRヴァスコ・ダ・ガマに移籍し、そこでのプレーを最後に現役引退した。

### = 4つの異なる州選手権制覇
引退後は現役時代に開業したアイスクリーム屋で働いていたが、1967年にフルミネンセFCのジュブナイル（16歳以下のカテゴリー）チームの監督に就任し、リオデジャネイロ州大会で優勝を果たした。1968年にはジュニアチーム（16～20歳のカテゴリー）の監督として州大会優勝を決めた。1969年にはトップチームの監督に昇格し、プロチームの監督として初めて臨んだリオデジャネイロ州選手権優勝を果たした。1970年にアトレチコ・ミネイロ監督に就任すると、5年間優勝から見放されていたミナスジェライス州選手権のタイトルを獲得し、翌年には全国選手権・セリエA（1部）優勝を成し遂げた。その後サンパウロFCで短期間監督を務めた後、アトレチコ・ミネイロ監督に復帰し、1976年にはグレミオFBPA監督に就任してリオ・グランデ・ド・スル州選手権優勝を果たした。1979年にはSEパルメイラスでサンパウロ州選手権を制し、パルメイラスには1980年末まで在籍した。

#### 2度のブラジル代表監督就任
1980年末にブラジル代表監督就任を打診され、これを引き受けた。マラカナン・スタジアム創立30周年記念のソビエト連邦戦には敗れたが、ムンディアリート（FIFAワールドカップ50周年記念国際親善試合）ではアルゼンチンと西ドイツから勝ち点4を奪うまずまずの結果を残した。1982 FIFAワールドカップ本大会前のブラジル代表は黄金のカルテット（ジーコ、トニーニョ・セレーゾ、ファルカン、ソクラテス）やレアンドロなどのスター選手を抱え、優勝候補の呼び名も高かった。
グループリーグ初戦ではやはり優勝候補の一角に挙げられていたソビエト連邦に2-1で勝利し、スコットランドとニュージーランドにはそれぞれ4得点ずつを奪って快勝した。2次リーグでは前回大会優勝のアルゼンチンに3-1で勝利したが、イタリア戦ではFWパオロ・ロッシやGKディノ・ゾフの活躍を許して勝利を逃した。スポーツ史においてもっとも記憶に残る試合のひとつとなったイタリア戦に敗れて決勝進出はならなかったが、1970  FIFAワールドカップのブラジル代表に匹敵すると言われるほどのスペクタクルなサッカーを見せたブラジル代表は世界中から称賛され、FIFAから第1回フェアプレー賞を贈られ、メンバーの多くは大会後にヨーロッパのクラブへと羽ばたいた。
1983年にはサウジアラビアのアル・アハリ監督に就任し、サウジ・プレミアリーグ優勝、キングス・カップ優勝、ガルフ・クラブ・チャンピオンズカップ優勝（いずれもクラブにとって初タイトル）を果たした。
1985年にブラジル代表のエヴァリスト・デ・マセド監督が辞任し、サンターナが急遽代表監督に就任した。ジーコやトニーニョ・セレーゾの負傷、レナト・ガウショらの合宿所抜け出し騒動など問題が山積していたが、衰えの色が見えたファルカンをメンバーから外し、A代表歴のなかったジョジマールなどの若手を何人か加えて大会に臨んだ。グループリーグ1戦目のスペイン戦と2戦目のアルジェリア戦はともに1-0の辛勝だったが、3戦目の北アイルランド戦はジョジマールの代表初得点などで快勝し、決勝トーナメントに進んだ。ベスト8を決定するポーランド戦には4-0で勝利したが、準決勝のフランス戦では試合中にジーコがPKを外し、1-1の引き分けの末にもつれ込んだPK戦で敗退が決まった。なお、このPK戦でフランスのベローヌが蹴ったボールがポストに跳ね返された後キーパーのカルロスに当たってゴールインしたが、「私はゴールだと思う」と発言する一方、「あれは無効にするべきだ」と相反する発言もしている。
結局ブラジル代表では2期合わせて53試合を指揮し、38勝10分5敗の成績を残した。南米勢とは22戦して15勝6分1敗、ヨーロッパ勢とは28戦して20勝4分4敗と、両者から等しく勝ち星を挙げた。
1988年にアトレチコ・ミネイロ監督に復帰すると、再び全国選手権優勝を果たした。1989年から2年間はパルメイラスの監督を務めたが、1990年秋に辞任した。

#### サンパウロFCの全盛期創成
1990年にサンパウロFC監督に3カ月の短期契約で就任すると、低迷していた名門に黄金期をもたらした。就任当初のサンパウロFCはセリエB（2部）の中位をさまよっていたが、すぐにセリエA（1部）に引き上げて契約延長を果たした。評価の低かったライーを急成長させ、デニウソンなど下部組織出身の若手を多数トップチームに抜擢してチーム強化を図った。1991年にはサンパウロ州選手権で優勝し、セリエAとの2冠を達成した。1992年のコパ・リベルタドーレス決勝ではアルゼンチンのニューウェルズ・オールドボーイズをPK戦の末に破り、ブラジル勢として5クラブ目・ブラジル勢として10年ぶりとなる優勝を果たした。初出場同士の対戦となったトヨタカップ・FCバルセロナ戦では0-1と先制されたが、チームの精神的な支柱であるライーの2得点で逆転勝利した
。1993年のコパ・リベルタドーレスでは38歳のトニーニョ・セレーゾが中盤に君臨してチリのウニベルシダ・カトリカを倒して大会2連覇を果たし、トヨタカップでは同大会で負けたことがなかったACミランを倒して2年連続で世界王者の称号を手にした。サンパウロFCではセリエAや州選手権、コパ・リベルタドーレス、トヨタカップのタイトルのほかに、コパCONMEBOL、スーペルコパ・スダメリカーナ、レコパ・スダメリカーナ、ラモン・デ・カランサ杯、テレサ・エレーラ杯などで優勝し、コパ・ド・ブラジル以外の主要タイトルを総なめにした。サンパウロFC在籍時には日本代表監督就任のオファーを受けたが、サンパウロFCが最高の時期にあったことなどからオファーを断った。ヘビースモーカーであり糖尿病を患っていたが、1996年に脳梗塞を患い、指導者生活を断念した。

### 晩年
1996年からはパルメイラスの非常勤顧問という立場でサッカーに関わった。2003年12月には左足が虚血に陥り、ベロオリゾンテにあるフェリシオ・ロショ病院で手術を受けて左足の膝から下を切断した。2006年4月21日に腸の感染症などのため亡くなった。74歳没であった。ベロオリゾンテのコリーナ墓地に埋葬され、妻と息子と娘が彼を見送った。

## 人物

### プレースタイルや戦術
ほっそりとした体格で背は高くないが、敏捷性と知性を兼ね備えており、選手時代にはWMフォーメーションからゾーンディフェンスに移行しつつあった時代の戦術に巧みに対応した。負け試合ではその敗因を徹底的に分析する性格から、Fio de Esperanca（希望の糸）というニックネームが付けられた。
フルミネンセFC時代にチャンスをもらったゼゼ・モレイラ監督を敬愛しており、彼の代名詞であったゾーンディフェンスを監督時代には好んで用いた。アトレチコ・ミネイロ時代に左サイドからスイーパーにコンバートさせたヴァントゥイールがスイーパーとしてブラジル代表に初招集されたように、選手の適正ポジションを見極める能力には定評がある。

### 評価
常に攻撃的なサッカーを志しており、ブラジル代表がかつて持っていた自由な精神での攻撃サッカーの救済者としてブラジル国民から崇拝されている。ブラジルのルイス・イナシオ・ルーラ第35代大統領は、「彼は『優雅に、巧みに、相手への敬意を持ってプレーさせるべきだ』と常に主張していた」とサンターナに賛辞を送る。サンパウロFCで彼の指導を受けたカフーは、「彼は素晴らしい人物であり、素晴らしい友人であり、僕らに適切な助言を与えてくれる父親のような人だった」と回顧する。元ブラジル代表監督のカルロス・アルベルト・パレイラは「彼は驚くべき遺産を残した。監督としてだけでなく、ひとりの人間としても後世の良き手本だった」と彼を称えた。
彼以前のブラジル代表監督は欧州スタイルに倣ってフィジカルを重視した戦術を採用したが、サンターナは攻撃的で美しいサッカーを志し、ブラジルのサッカー史上もっとも優秀で革新的な監督のひとりだとみなされている。

## タイトル

### 指導者
フルミネンセFC
- タッサ・グアナバラ : 1969
- リオデジャネイロ州選手権 : 1969

アトレチコ・ミネイロ
- ミナスジェライス州選手権 : 1970
- ブラジル全国選手権 : 1971

グレミオFBPA
- リオグランデ・ド・スル州選手権 : 1977

アル・アハリ
- キングス・カップ : 1983
- サウジ・プレミアリーグ : 1984
- ガルフ・クラブ・チャンピオンズカップ : 1985

CRフラメンゴ
- タッサ・グアナバラ : 1989

サンパウロFC
- ブラジル全国選手権 : 1991
- サンパウロ州選手権 : 1991, 1992
- コパ・リベルタドーレス : 1992, 1993
- インターコンチネンタルカップ : 1992, 1993
- スーペルコパ・スダメリカーナ : 1993
- レコパ・スダメリカーナ : 1993, 1994
- コパCONMEBOL : 1994

### 個人
- 南米年間最優秀監督賞 1992

## 著書
- 「我が心のフットボール – 王国ブラジルからのメッセージ -」国安真奈訳、ビクターブックス、1998年